# Інтернет в Азербайджані
Азербайджанський Інтернет, або Інтернет в Азербайджані (в одному зі значень цього багатозначного терміна) — частина Інтернету на території Азербайджану та пов'язані з ним підприємницька діяльність, громадська діяльність, культура, політична і злочинна діяльність. В основному на азербайджанській мові, але також англійською та російською мовами. Багато азербайджанські сайти мають версії на різних мовах, особливо в англійській і російській мовах.
Азербайджан одним з перших із країн колишнього СРСР увійшов в інтернет-спільнота (в 1991 році, провайдер — Intrans). Перші азербайджанські сайти з'явилися наприкінці XX століття, на сьогодні їх число перевищує десятки тисяч. За останніми даними кількість сайтів, що користуються доменом .az досягає 8921. Враховуючи, що вартість національного домену з жовтня 2006 року знижена на 33% (ціна 20 AZN), є всі передумови до подальшого зростання їх кількості. З 2005 року в Азербайджані має великий попит високошвидкісний інтернет (512 кбіт/с до 24000 кбіт/с). На всіх телефонних станціях встановлено обладнання для підключення високошвидкісного інтернету. У 2009 році в Азербайджані почалося використання нових поколінь мереж 3G, 4G (WiMAX). В інших районах Азербайджану також доступний високошвидкісний інтернет.
За даними доповіді «IFAP Annual World Report 2009», підготовленим ЮНЕСКО, рівень впровадження інтернет-технологій в Азербайджані становить 50%*[недоступне посилання з лютого 2019] від усього населення. Нині Інтернетом користуються 4485100 громадян Азербайджану.

## Інтернет-провайдери Азербайджану
- Alfanet (AzDataNet)
- Avirtel
- Az.StarNet
- AzEduNet
- Azeronline
- Azertelecom
- Azeurotel
- AzQtel (Sazz [Архівовано 25 квітня 2022 у Wayback Machine.])
- Aztelekom
- Bakinternet
- Caspel LTD (Caspel LTD [Архівовано 24 грудня 2021 у Wayback Machine.])
- Connect (Connect [Архівовано 29 вересня 2014 у Wayback Machine.])
- Eurosel (Eurosel [Архівовано 11 березня 2022 у Wayback Machine.])
- DataPlus
- Delta Telecom
- Intrans
- LiderKart
- Oxygen (Azerin)
- Seabak (Seanet[недоступне посилання з червня 2019])
- Smart
- SuperOnline
- Ultel
- Uninet (Stream [Архівовано 10 лютого 2022 у Wayback Machine.])